# Wiesław Perszke
Wiesław Wojciech Perszke (ur. 18 lutego 1960 w Jabłonowie Pomorskim) – polski lekkoatleta, biegacz długodystansowy.

## Osiągnięcia
Zawodnik klubu Zawisza Bydgoszcz. Olimpijczyk z Barcelony (1992) w maratonie. Dwukrotny mistrz Polski w półmaratonie i maratonie.

## Rekordy życiowe
- bieg na 10 000 metrów – 28:31,88 s. (29 lipca 1984, Sopot) – 15. wynik w historii polskiej lekkoatletyki[1]
- półmaraton – 1:02:59 s. (23 marca 1991, Haga) – 13. wynik w historii polskiej lekkoatletyki[1]
- bieg maratoński – 2:11:15 s. (14 marca 1993, Otsu) – 14. wynik w historii polskiej lekkoatletyki[1]